# María José Martínez (actriz)
María José Martínez Turrini (Bogotá, 11 de mayo de 1980) es una actriz, locutora, modelo y escritora colombiana de ascendencia italiana.

## Carrera
En 2000 formó parte del elenco de la telenovela La Caponera del canal Caracol, cuya protagonista fue Margarita Rosa de Francisco. Juan Joyita... quiere ser Caballero, que fue dirigida por Rodrigo Triana y lanzada en 2001 en RCN, fue el siguiente proyecto en el que participó, esta vez interpretando a una joven adinerada llamada "Lina" Las grabaciones de esta novela las compartía con la locución conjunta del programa radial El Gallo y Las niñas lindas bailan Rock and Roll transmitido por la emisora juvenil llamada Radioacktiva en el año 2002.
A fines de 2002, el Canal Caracol lanza la telenovela Pecados capitales, cuyo elenco estaba conformado por actores de gran talla como Robinson Díaz, Marcela Carvajal y Frank Ramírez, entre otros, en esta telenovela interpretaba a Esperanza Salinas, fue una novela muy exitosa y obtuvo varios reconocimientos. El siguiente papel que interpretó fue el de Tatiana en la telenovela Sofía dame tiempo realizada conjuntamente por el Canal Caracol y la programadora R.T.I. y por el canal hispano Telemundo en 2003. Andrea fue el personaje que esta vez María José caracterizó en la película Sin Amparo, dirigida por Jaime Osorio, realizada en Bogotá en 2004 y transmitida en la televisión colombiana, española y venezolana, junto a Ruddy Rodríguez, Luis Fernando Hoyos y Ana Soler.
El pasado no perdona, estrenada en 2005 por el Canal RCN, fue el primer papel protagónico de María José (Ángela León). Aunque el reparto de actores era bueno, la telenovela no tuvo el éxito esperado y por ello varias veces cambió de horario. En 2006, María José retorna a la Radio, esta vez en el programa matutino La Cama de la emisora Los 40 Principales, junto a Alberto Marchena y Fernando Palma (con quienes ya había trabajado previamente en Radioacktiva). Con la salida de Mónica Fonseca del programa vespertino La Hora del Regreso de la W Radio, María José es llamada a conformar la mesa de trabajo. Así lo hizo por casi tres meses. Paralelamente, ella presentó la sección  Caracol y Bancolombia más Cerca de la emisión de Caracol Noticias de las 12:30, en la que mostraba los sitios turísticos más importantes de Colombia.
En 2007, el Canal Caracol lanza la serie Tu Voz Estéreo trasmitida a las 18:00. Inicialmente sus presentadores eran Catalina Aristizábal (Milena) y Juan Pablo Espinosa (Alejandro), a los que María José (Andrea) viene a complementar y apoyar en el hilo de las historias. También hizo parte del elenco de la primera temporada de la exitosa serie Mujeres asesinas, en el capítulo llamado "Laura, la abandonada" junto a Carolina Cuervo. A partir del 5 de octubre de 2009 María José participa en el programa de la cadena básica de Caracol Radio, Hoy por hoy, junto a Darío Arizmendi, Gustavo Gómez Córdoba, Erika Fontalvo, César Augusto Londoño, después de 3 años de trabajo en La Cama de los 40 Principales. En abril de 2010, María José publica su primer libro, El príncipe azul se destiñe con la primera lavada, tuvo un gran éxito y ha sido editado tres veces. Se espera que publique su segundo libro en el año 2014.
En mayo de 2012 renuncia a Caracol Radio para hacer parte del programa radial de Los Originales en Todelar bajo el mando de Jaime Sánchez Cristo, permaneciendo hasta diciembre de ese mismo año. En 2013 vuelve a las telenovelas en el remake de La maldición del paraíso en la cual interpreta a Mapi.

## Filmografía

### Televisión
- Garzón (2018)
- Los Morales (2017) — María Fernanda de Cuello 'Mafe'
- La ley del corazón (2016) — Fiscal Silvia López
- Fugitivos (2014) — Mariana de Duarte
- Secretos del paraíso (2014) — Mapi
- Tu voz estéreo (2007-2011) — Andrea Giraldo
- Mujeres asesinas (2007) — Cecilia-Laura Abandonada
- El pasado no perdona (2005) — Ángela León
- Estambotica Anastasia (2004) — Lucía Fuentes Meneses
- Sin amparo (2003) — Andrea
- Sofía dame tiempo (2003) — Tatiana
- Pecados capitales (2002) — Esperanza Salinas
- Juan Joyita (2001) — Lina Villa Caballero
- La caponera (2000) — Bernarda Lorenza Pinzón, 'La Pinzona'
- ¿Por qué diablos? (1999) — Cata
- Conjunto cerrado (1996) — Sarah

## Premios y nominaciones

### Premios India Catalina
| Año  | Categoría                                     | Telenovela o Serie | Resultado |
| ---- | --------------------------------------------- | ------------------ | --------- |
| 2010 | Mejor Actriz Protagónica de Serie o miniserie | Tu voz estéreo     | Nominada  |

### Premios Talento Caracol
| Año  | Categoría               | Telenovela o Serie | Resultado |
| ---- | ----------------------- | ------------------ | --------- |
| 2014 | Mejor Actriz de Reparto | Fugitivos          | Nominada  |